# 盛岡情報ビジネス&デザイン専門学校
盛岡情報ビジネス&デザイン専門学校（もりおかじょうほうびじねすあんどでざいんせんもんがっこう）とは、岩手県盛岡市にある専修学校。略称は「モリジョビ」。

## 所在地・交通アクセス
- 〒020-0021 盛岡市中央通三丁目2番17号（盛岡駅東口及び上盛岡駅よりそれぞれ徒歩約15分）

## 運営主体
- 学校法人龍澤学館

## 主な学科・コース
2023年7月現在
- 2年課程
  - 情報システム科
  - 情報ビジネス科
    - 情報ビジネスコース
    - 経営ビジネスコース

  - デザイン科
    - グラフィックデザインコース
    - 建築インテリアコース
    - 3DCGコース
    - ネット動画クリエイターコース
    - マンガコース
    - イラストコース

- 3年課程
  - 総合システム工学科
  - 総合デザイン科
  - ゲームクリエイター科

- 4年課程
  - 高度情報工学科

## その他
- 遠隔地出身生徒のための寮は民間のマンション・アパート・下宿・共同学生寮を本校が独自に指定する形となっており、自校所有学生寮は無い（家賃・寮費・設備は各指定マンション・アパート・寮などにより異なる）。
- 兄弟姉妹が本校出身及び本校在学中である場合、入学金が半額免除される特典が設けられている。
- 2020年度から校名が盛岡情報ビジネス&デザイン専門学校に変更。

## 開校３０周年記念　学費支援制度
- 開校３０周年を記念して２０１６年入学生を対象に学費支援制度を設けている（※平成２７年度現在）

　・経済支援特待生制度（授業料最大全額免除）
　・３０期生入学支援制度（入学金100,000円免除　ただしオープンキャンパスに参加した方に限る）
　※詳細ページ

## 本校周辺環境
- 岩手県道・秋田県道1号盛岡横手線（中央通り）
- 岩手県道2号盛岡停車場線
- 岩手県道132号上盛岡停車場線
- 岩手県道293号本宮長田町線
- 山田線
  - 上盛岡駅
- 北上川
- 中津川